# A Freight Train Drama
Pour plus de détails, voir Fiche technique et Distribution.
A Freight Train Drama est un film muet américain réalisé par Francis Boggs et sorti en 1912.

## Fiche technique
- Réalisation : Francis Boggs
- Production : William Nicholas Selig
- Date de sortie : 
  - États-Unis : 5 décembre 1912

## Distribution
- Frank Weed : Bill Mogroity
- Winifred Greenwood : Mrs Mogroity
- Margaret Carle : Rosy Mogroity
- Thomas F. Dixon Jr.
- Charles Barney
- Julius Frankenburg
- John Lancaster
- Thomas Commerford
- Walter Roberts
- Mac Barnes
- William Stowell